# Padilla (gemeente in Bolivia)
Padilla is een gemeente (municipio) in de Boliviaanse provincie Tomina in het departement Chuquisaca. De gemeente telt naar schatting 10.952 inwoners (2018). De hoofdplaats is Padilla.

## Indeling
De gemeente is verdeeld in 1 kanton met onderkantons:
- Vicecantón Cañon Yerba Buena
- Vicecantón Chajra Mayu
- Vicecantón Chaujral
- Vicecantón Chincana
- Vicecantón Ck'Asca Orcko
- Vicecantón Comunidad Astillero
- Vicecantón Comunidad Campo Redondo
- Vicecantón Comunidad Corey
- Vicecantón Comunidad El Rosal
- Vicecantón Comunidad Huayra Huasi
- Vicecantón Comunidad Ivicuite
- Vicecantón Comunidad Molle Pampa
- Vicecantón Comunidad Pedernal
- Vicecantón Comunidad Pili Pili Alto
- Vicecantón Comunidad Punilla
- Vicecantón Cruz Loma
- Vicecantón El Cerro
- Vicecantón El Tabacal
- Vicecantón Fuerte Pampa
- Vicecantón Khaka Huasi
- Vicecantón La Belleza
- Vicecantón La Cienega
- Vicecantón La Fajcha
- Vicecantón La Seja
- Vicecantón Lampacillos
- Vicecantón Lampazos
- Vicecantón Las Casas
- Vicecantón Leuque Pampa
- Vicecantón Llantoj (Pincal)
- Vicecantón Millo Khaka
- Vicecantón Mojotorillo
- Vicecantón Monte Canto
- Vicecantón Naranjal
- Vicecantón Oveja Cancha
- Vicecantón Padilla
- Vicecantón Pampas Areas
- Vicecantón Pampas San Isidro
- Vicecantón Pasaraya
- Vicecantón Peña Blanca
- Vicecantón Pili Pili Bajo
- Vicecantón Pili Pilicito
- Vicecantón Pilipilicito Ckaska Orko
- Vicecantón Pilluiqui
- Vicecantón Pucarillo
- Vicecantón Recalde
- Vicecantón Río Acero
- Vicecantón San Isidro
- Vicecantón San José
- Vicecantón San Julian Alto
- Vicecantón San Julian Bajo
- Vicecantón San Mauro
- Vicecantón Sillani
- Vicecantón Tapial
- Vicecantón Thaco Thaco
- Vicecantón Thiyumayu
- Vicecantón Thula K'Asa
- Vicecantón Thuru Pampa
- Vicecantón Tola Orcko
- Vicecantón Tres Pozas
- Vicecantón Virqui Pampa